# Tarnow (Mecklenburg)
Tarnow település Németországban, Mecklenburg-Elő-Pomeránia tartományban az Amt Bützow-Land-hoz tartozik. Lakosainak száma 1103 fő (2023. december 31.).

## A település részei
- Boitin
- Grünenhagen
- Tarnow
- Zernin

## Galléira

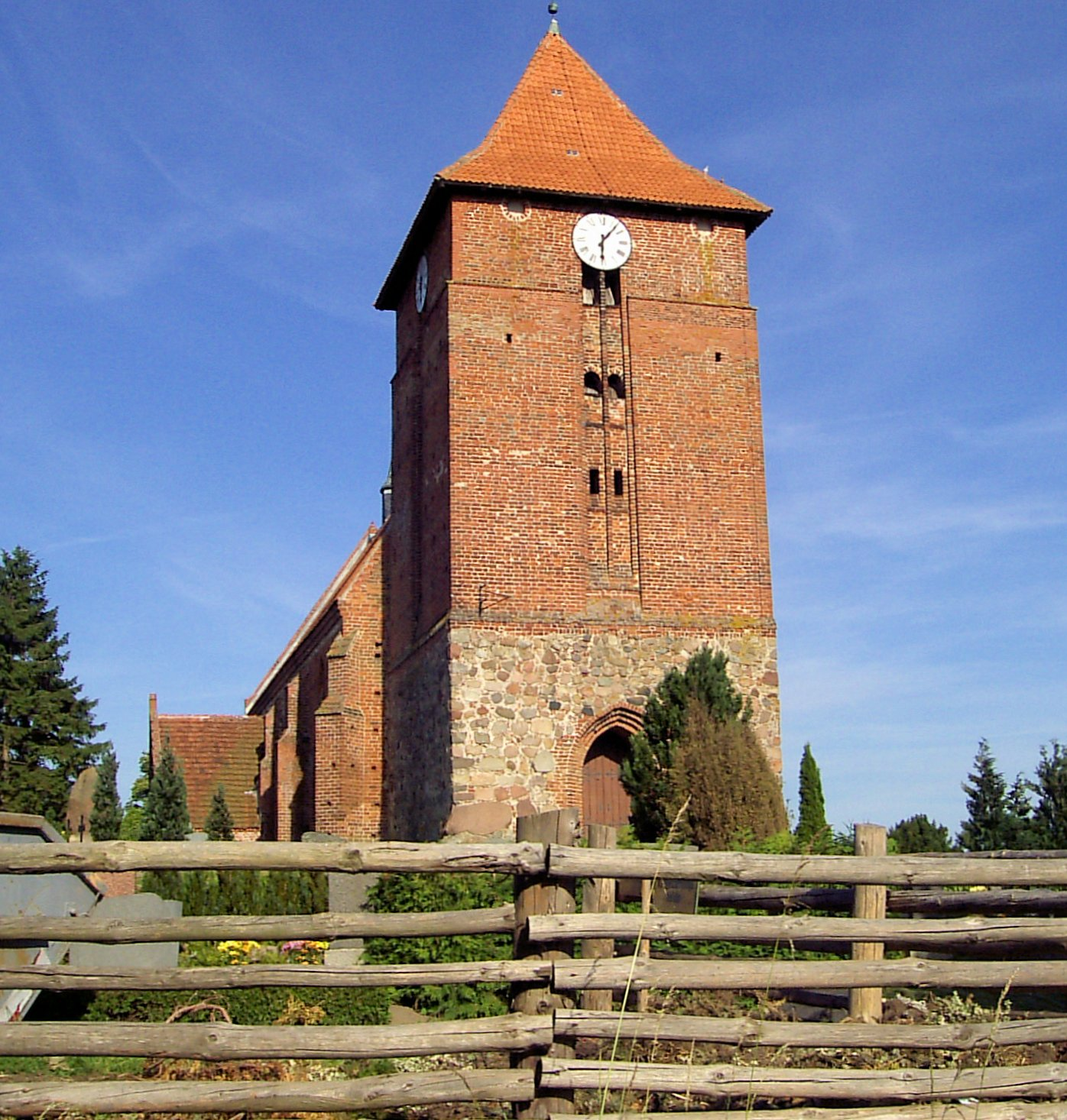
A templom Tarnowban
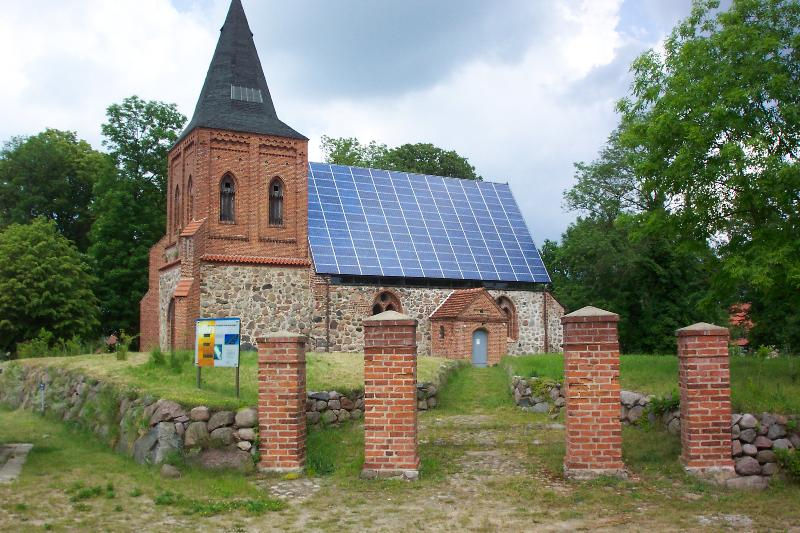
A templom Zerninben
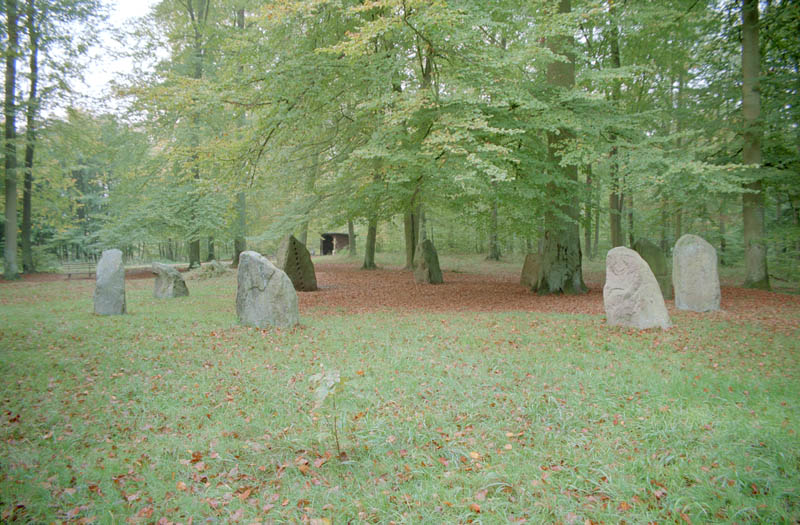
Boitiner Steintanz – großer Kreis

## Népesség
A település népességének változása:
| Lakosok száma | 1060 | 1069 | 1108 | 1106 | 1103 |
|               | 2017 | 2019 | 2021 | 2022 | 2023 |